# 1re cérémonie des prix Génie
La 1re cérémonie des prix Génie, récompensant les films sortis en 1979, a eu lieu le 20 mars 1980 au théâtre Royal Alexandra.

## Déroulement
La soirée était animée par Bruno Gerussi et retransmise sur CBC Television.
Elle a été marquée par plusieurs polémiques, notamment le fait qu'aucun film de langue française n'ait gagné de prix, ainsi que le discours du lauréat Christopher Plummer qui a critiqué la distinction opérée entre les acteurs canadiens et étrangers.

## Palmarès
Les lauréats sont indiqués ci-dessous en premier de chaque catégorie et en gras.

### Meilleur film
- L'Enfant du diable
  - Arrête de ramer, t'es sur le sable 
  - Cordélia
  - Klondike Fever
  - Le Vainqueur

### Meilleur réalisateur
- Bob Clark pour Meurtre par décret
  - Peter Carter pour Klondike Fever
  - Anne-Claire Poirier pour Mourir à tue-tête
  - Donald Shebib pour Fish Hawk
  - Eric Till pour Wild Horse Hank

### Meilleur acteur
- Christopher Plummer pour Meurtre par décret
  - Geoffrey Bowes (en) pour Something's Rotten (en)
  - Robin Gammell (en) pour Klondike Fever 
  - Thomas Hauff (en) pour Summer's Children (en)
  - Stephen Lack pour The Rubber Gun (en)

### Meilleure actrice
- Kate Lynch (en) pour Arrête de ramer, t'es sur le sable
  - Micheline Lanctôt pour A Scream from Silence
  - Louise Marleau pour L'Arrache-cœur
  - Claire Pimparé pour Yesterday
  - Louise Portal pour Cordélia

### Meilleur acteur dans un second rôle
- Gordon Pinsent pour Klondike Fever
  - Harvey Atkin pour Arrête de ramer, t'es sur le sable
  - Lawrence Dane pour Running
  - Chris Makepeace pour Arrête de ramer, t'es sur le sable
  - Saul Rubinek pour Agency
  - Robert A. Silverman (en) pour Chromosome 3

### Meilleure actrice dans un second rôle
- Geneviève Bujold pour Meurtre par décret
  - Helen Burns (en) pour  L'Enfant du diable
  - Patricia Collins (en) pour  Summer's Children
  - Barbara Gordon pour Wild Horse Hank
  - Frances Hyland pour  L'Enfant du diable

### Meilleure photographie
- John Coquillon pour L'Enfant du diable

### Meilleur court métrage d'animation
- Eugene Fedorenko, Chaque enfant
  - Kaj Pindal (en), Caninabis
  - W.H. Stevens, Jr. and Beryl Friesen, Tukiki and His Search for a Merry Christmas

### Meilleur court métrage théâtral
- Phillip Borsos, Nails (en)
  - Giles Walker, Twice Upon a Time...
  - Terry Burke, Track Stars: The Unseen Heroes of Movie Sound

### Bobine d'or
- Arrête de ramer, t'es sur le sable